# شبکه منابع آکادمیک اوهایو
شبکه منابع دانشگاهی اوهایو (OARnet) یک سازمان فناوری اطلاعات مورد حمایت دولت است که به سازمان‌های عضو خود خدمات شبکه‌ای درون ایالتی، مجازی‌سازی و راهکارهای محاسبات ابری، کنفرانس‌های ویدیویی پیشرفته، ارتباط با شبکه‌های تحقیقاتی منطقه‌ای و بین‌المللی و اینترنت عمومی، خدمات مکان‌نمایی و میزبانی وب در شرایط اضطراری را ارائه می‌دهد.
شبکه OARnet (که مدتی به عنوان شبکه سوم فرانتیر و بعداً به عنوان OSCnet شناخته شد) یک شبکه فیبر نوری پرسرعت و اختصاصی در سراسر ایالت است که خدمات خود را به مدارس K-12 اوهایو، دانشگاه‌ها و مراکز پزشکی دانشگاهی، ایستگاه‌های پخش عمومی و دولت ایالتی/محلی ارائه می‌دهد. OARnet به عنوان یکی از پیشرفته‌ترین شبکه‌های ارتباطی ایالتی در زمینه تحقیقات، آموزش و رقابت اقتصادی در کشور شناخته شده است.
OARnet در کلیولند و سینسیناتی به Internet2، شبکه تحقیقاتی و آموزشی پیشرفته ملی ایالات متحده متصل است. OARnet همچنین ارتباطات مستقیمی با شبکه Merit در میشیگان و Omnipop در شیکاگو دارد.
دفاتر OARnet در کمپوس غربی دانشگاه ایالتی اوهایو در کلمبوس، اوهایو، ایالات متحده واقع شده‌اند.
OARnet علاوه بر این، به عنوان نماینده ثبت دامنه برای بسیاری از دامنه‌های سطح سوم (هم عمومی و هم مبتنی بر محلیت) تحت .oh.us و برخی تحت .in.us و .ky.us عمل می‌کند.

## تاریخچه
به عنوان یکی از سازمان‌های عضو کنسرسیوم فناوری اوهایو، بخش فناوری و اطلاعات هیئت منصفه اوهایو (که اکنون به عنوان بخش آموزش عالی اوهایو شناخته می‌شود)، OARnet در سال ۱۹۸۷ توسط مجلس عمومی اوهایو برای فراهم آوردن اتصال شبکه به منابع مرکز سوپرکامپیوتر اوهایو (OSC) ایجاد شد. در آن زمان مشخص شد که شبکه مخاطبان بسیار گسترده‌تری خواهد داشت، بنابراین وقتی نام شبکه در اوایل ۱۹۸۸ انتخاب شد، OARnet به منظور تأکید بر کاربردهای متعدد شبکه، انتخاب شد.
برنامه اولیه (۱۹۸۷) استفاده از تعدادی از اتصالات Bitnet و CCnet (شبکه منطقه‌ای DECnet) برای شروع بود. سه پروتکل شبکه (سازگار)، NJE, DECnet و TCP/IP استفاده شدند. اولین خط تأمین‌شده توسط OARnet بین دانشگاه رزرو مورد کیس و دانشگاه جان کرول در ژوئن ۱۹۸۷ نصب شد. بسیاری از خطوط بعدی با سرعت ۹٫۶ کیلوبیت بر ثانیه، ۵۶ کیلوبیت بر ثانیه، و T1 (1.544 مگابیت بر ثانیه) با کمک قرارداد اداره خدمات اداری اوهایو با شرکت Litel Corp. نصب شدند. اتصالات اینترنت (که در آن زمان NSFNET نامیده می‌شد) در بهار ۱۹۸۸ به دست آمدند. پروتکل‌های غیر-TCP/IP به زودی منسوخ شدند و فرایند ارتقاء اتصالات به‌طور مرتب انجام شد.
در سال ۱۹۹۱، تصمیم گرفته شد که OARnet به مشاغل تجاری خدمات اتصال اینترنت ارائه دهد، با نرخ‌های مناسب؛ بنابراین OARnet به عنوان یکی از اولین ارائه‌دهندگان خدمات اینترنت (ISPs) در اوهایو شناخته شد. پس از ورود گسترده ارائه‌دهندگان خدمات اینترنت تجاری به کسب‌وکار، OARnet دیگر به دنبال حساب‌های تجاری جدید نبود.
افزایش بسیار زیاد ظرفیت شبکه اصلی (برنامه‌ریزی ۲۰۰۰–۰۲، نصب ۲۰۰۳–۰۴) زمانی امکان‌پذیر شد که امکان اجاره خطوط فیبر نوری خود ("فیبر تاریک") فراهم شد. یک شبکه اصلی جدید با ظرفیت بسیار بالاتر و به طول ۱٬۸۵۰ مایل نصب شد و کمیسیون eTech اوهایو و اداره آموزش اوهایو در تأمین مالی و استفاده از OARnet شرکت کردند. شبکه فیبر نوری در نوامبر ۲۰۰۴ راه‌اندازی شد.
در سال ۲۰۰۶، OARnet یکی از اولین شبکه‌ها برای ارائه تلویزیون زنده از طریق پروتکل اینترنت، که امروزه به عنوان IPTV شناخته می‌شود، فراهم کرد. OARnet به عنوان شبکه اصلی برای انتقال برنامه‌های شبکه خبری اوهایو به پخش هاکی Miami Redhawks. تیم فصل ۲۰۰۸–۲۰۰۹ را در Frozen Four با شکست ۴–۳ در وقت اضافه مقابل دانشگاه بوستون به پایان رساند. این یکی از اولین انتقال‌های ورزشی زنده از طریق IPTV در ایالات متحده بود.
یک افزایش دیگر در ظرفیت در سال ۲۰۱۲ رخ داد، زمانی که ایالت اوهایو ارتقاء شبکه اصلی OARnet را به ۱۰۰ گیگابیت بر ثانیه تأمین مالی کرد. امروزه، بیش از ۱٬۵۰۰ مایل از شبکه اصلی اوهایو با سرعت فوق‌العاده ۱۰۰ گیگابیت بر ثانیه کار می‌کند، که توسط ComputerWorld در دسته فناوری‌های نوظهور برنامه افتخارات کامپیوتروورد ۲۰۱۳ مورد تقدیر قرار گرفت. در نوامبر ۲۰۱۲، دانشگاه رزرو مورد کیس به عنوان اولین مؤسسه عضو شد که با سرعت ۱۰۰ گیگابیت بر ثانیه به شبکه اصلی OARnet متصل شد.
رهبران OARnet عبارتند از:
- Russell Pitzer, دکترا، مدیر OARnet، ۱۹۸۷–۸۸
- Alison Brown, دکترا، مدیر OARnet، ۱۹۸۸–۹۴
- John Ritter, دکترای حقوق، سرپرست مدیر OARnet، ۱۹۹۵
- Larry Buell, سرپرست مدیر OARnet، ۱۹۹۶–۹۷
- Douglas Gale, دکترا، مدیر OARnet، ۱۹۹۸–۲۰۰۲
- Alvin Stutz, مدیر OARnet، ۲۰۰۲–۰۵
- Pankaj Shah, مدیر اجرایی OARnet، ۲۰۰۵–۲۰۱۵
- Paul Schopis, سرپرست مدیر اجرایی OARnet، ۲۰۱۵–۲۰۱۸، مدیر اجرایی OARnet 2018-19
- Denis Walsh, سرپرست مدیر اجرایی OARnet، ۲۰۱۹–۲۰۲۰
- Pankaj Shah, مدیر اجرایی OARnet، ۲۰۲۰-